# Canthidium sulcatum
Canthidium sulcatum är en skalbaggsart som beskrevs av Perty 1830. Canthidium sulcatum ingår i släktet Canthidium och familjen bladhorningar. Inga underarter finns listade.